# 삼국 및 고려 시대의 과학기술
대한민국의 고대, 중세의 과학기술자들은 주목할 만한 과학기술 유산을 남겨 놓았다. 대한민국 고대, 중세의 천문학, 금속 가공 기술 및 인쇄 기술은 당시 세계 최고의 수준으로 평가받고 있다.

## 고대의 천문학

### 고인돌과 고분 벽화의 별자리 그림
고인돌이나 고분 벽화에 그려진 별자리 그림을 통해 한반도 고대인들의 삶은 매우 오래전부터 하늘의 별과 밀접하게 연관되어 있음을 잘 알 수 있다. 현재 학계에 보고된 별자리 그림만 해도 청동기 시대의 것으로 추정되는 고인돌에 그려진 별자리 그림, 그리고 고구려 시대의 수많은 고분 벽화의 별자리 그림들이 있다.
이와 같은 고인돌과 고분 벽화의 별자리 그림들은 고대인들의 삶이 하늘, 별과 얼마나 긴밀하게 연결되어 있었는지 생생하게 보여준다. 특히, 고구려의 수많은 벽화는 별자리 그림들이 단지 천문관을 반영하는 상상 속의 별자리만이 아니라 관측에 의해서 얻은 별자리 지식에 기초했음을 보여주는 증거라고 할 수 있다. 이러한 고구려의 별자리 그림 전통은 고려 시대의 고분 벽화에도 그대로 이어졌다.
고구려뿐만 아니라 백제와 신라를 포함해 고대 삼국은 모두 천문 관측을 하는 정부기관과 담당전문관이 있었다. 고구려와 백제에는 각각 일자(日者) 혹은 일관(日官)이라 불리는 관리가 있었고, 신라에는 천문박사, 역박사, 누각박사, 음양박사 등의 천문 관측과 역법계산 등의 업무를 담당했던 관리들이 존재했음을 『삼국사기』와 『삼국유사』를 통해 알 수 있다. 이와 같이, 고대 국가에서는 정부기관 내에 천문 관련 기구를 설치하고 천문 현상을 관측하는 업무를 제도적으로 정비했다.
고려 시대에 이르러서는 천문 관측이 더욱 제도화되었다. 고려 초기부터 중국의 제도를 따라 점복(占福)업무를 수행하는 태복감과 천문관측을 담당하는 태사국이 설치되었다. 이 두 기관은 1308년에 서운관으로 통폐합되어, 천문을 관측하고 역법을 계산하며, 국가 표준의 시계인 물시계를 관리하고 시간을 알리는 천문학 관련 업무를 담당하였다. 서운관은 이후 관상감으로 그 명칭이 바뀌기는 했으나, 천문을 관장하는 부서를 상징하는 명칭으로 놀리 불렸다.

### 첨성대

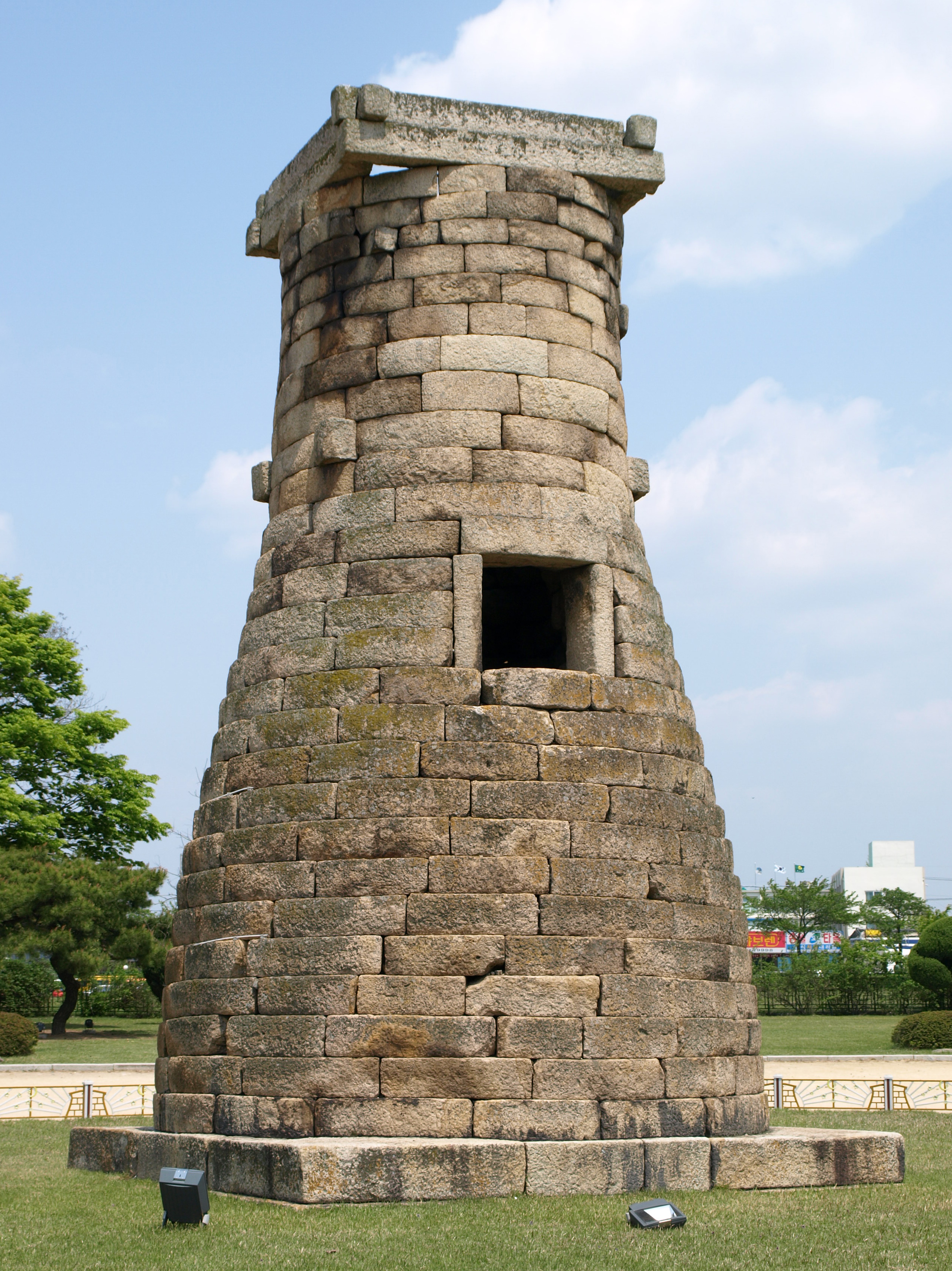
첨성대

첨성대(瞻星臺)는 경주에 있는 구조물로 '별을 보는 건축물'이라는 의미의 이름을 갖고 있다. 전통 사회에서 천문학은 '제왕의 학문'이었다. 제왕은 하늘의 명을 받아 인간 사회를 다스리는 존재였고, 하늘은 천문 현상을 통해 자신의 뜻을 알렸는데, 하늘에서 일어나는 모든 일들을 완벽하게 파악하는 것이 제왕의 의무이자 제왕의 권리였다. 따라서 천문학은 왕조의 권위를 드러내고 정통성을 세우기 위해 반드시 필요했고, 훌륭한 제왕은 하늘을 공경하는 마음을 만천하에 공표하면서, 천체의 움직임과 천변(天變) 현상들을 주의 깊게 관측하고 자세하게 기록했다. 이러한 맥락에서 첨성대는 천문을 관측하는 기구였을 것임이 유력한 것으로 보인다. 첨성대는 이 시대의 천문학과 수학의 원리를 구현한 상징적 건축물로서, 하늘에 제사를 지내던 제단으로서, 그리고 하늘과 인간 사회를 연결해 주는 중개물로서 충분히 이해될 수 있는 것이다.
하지만, 첨성대의 외형적 구조가 천문 관측을 수행하기에는 최적의 구조가 아니라는 점은 첨성대가 천문대 이외의 어떠한 다른 기능을 하던 건축물이었을 것이라는 많은 의문을 낳기도 하였다. 현재 아래와 같은 다양한 의견이 제시되어 있다.
- 천문학의 상수가 반영된 상징물 : 첨성대를 쌓은 단의 수가 둥근 부분만은 27단이고, 그 위와 아래를 고려하면 28, 29, 30단이 모두 가능하다. 27단은 선덕 여왕이 신라 27대 왕인 것, 28단은 전통 별자리 28수, 29와 30은 한 달의 길이를 각각 의미한다. 전체 돌의 수가 362인 것은 일 년의 날 수를, 가운데 창의 위 아래 단이 12단인 것은 1년의 달 수를 각각 의미할 수 있다.

- 주비산경설 : 고대의 대표적 천문학서인 《주비산경》에서 얻은 천문 지식을 기념비적으로 표현한 상징물이라는 의견이다. 예를 들어, 천원지방(天圓地方)이라는 우주의 형상을 상원하방(上圓下方)으로 표현하거나, 돌의 수 365개는 1년의 일 수, 28단은 별자리 28수를 나타낸다는 것이다.

- 규표설 : '규표'는 해 그림자로 시각을 재던 원시적인 해시계를 말한다. 즉, 첨성대 자체가 해시계의 막대기(시계바늘)와 같은 역할을 했다는 의견이다.

- 제단설 : 신라에서 매년 가을에 농업신에게 제사를 지내던 재단인 영성단이었다는 의견이다.

- 수미산설 : 불교에서 말하는 우주의 중심에 있었던 수미산이라는 산을 상징한다는 의견이다.

- 33천설 : 수미산 자체가 아니라 수미산 꼭대기의 제천석이 지배하는 33천의 도리천을 우물의 모양으로 형상화한 구조물로서, 인간 세계와 하늘의 세계를 연결해 주는 역할을 했다는 의견이다.

## 풍수지리학
천문학이 하늘의 과학이라면, 풍수지리학은 땅의 과학이다. 땅은 인체와 같이 살아있는 기(氣)가 일정한 통로를 따라서 흐르는 유기체처럼 이해된다. 그 '기'는 시대에 따라서 또는 왕조의 흥망에 따라 성하기도 하고 쇠하기도 한다. 또한, 땅 속을 흐르는 기가 지형에 따라 땅 위로 솟구치는 곳이 혈(穴)이고, 그 주위가 명당으로 불렸다. 풍수지리학이란 바로 이러한 혈과 명당을 찾고 해석하는 학문이었는데, 그 방식은 주로 지형지세에 대한 해석이 근간을 이루었다. 오늘의 관점에서 보면 풍수지리학은 인간이 살기 좋은 가장 최적의 지형지세를 찾는 학문이었던 것이다.
풍수지리는 삼국 시대부터 한국인들의 삶에서 큰 부분을 차지하였는데, 신라 말의 승려 도선에 의해서 크게 보급된 것으로 알려져 있다. 왕건이 고려를 건국할 때 개성의 지기(地氣)가 성해서 도읍지가 될 것이라는 도선의 예언은 매우 큰 정치적 도움이 된 이후, 풍수지리는 국가의 중대사를 결정하거나 정치적인 정책을 펴는 데 참조하는 중요한 이론적 준거로 되었다. 이러한 경향의 풍수지리학을 특별히 '왕도풍수', '국가풍수'라 부르는데, 개인의 필요에 따라 묘자리나 가택의 명당을 인위적으로 조성하기 위해 산세를 파괴하는 '음택풍수'와는 다른 것으로 분류된다.

## 인쇄술

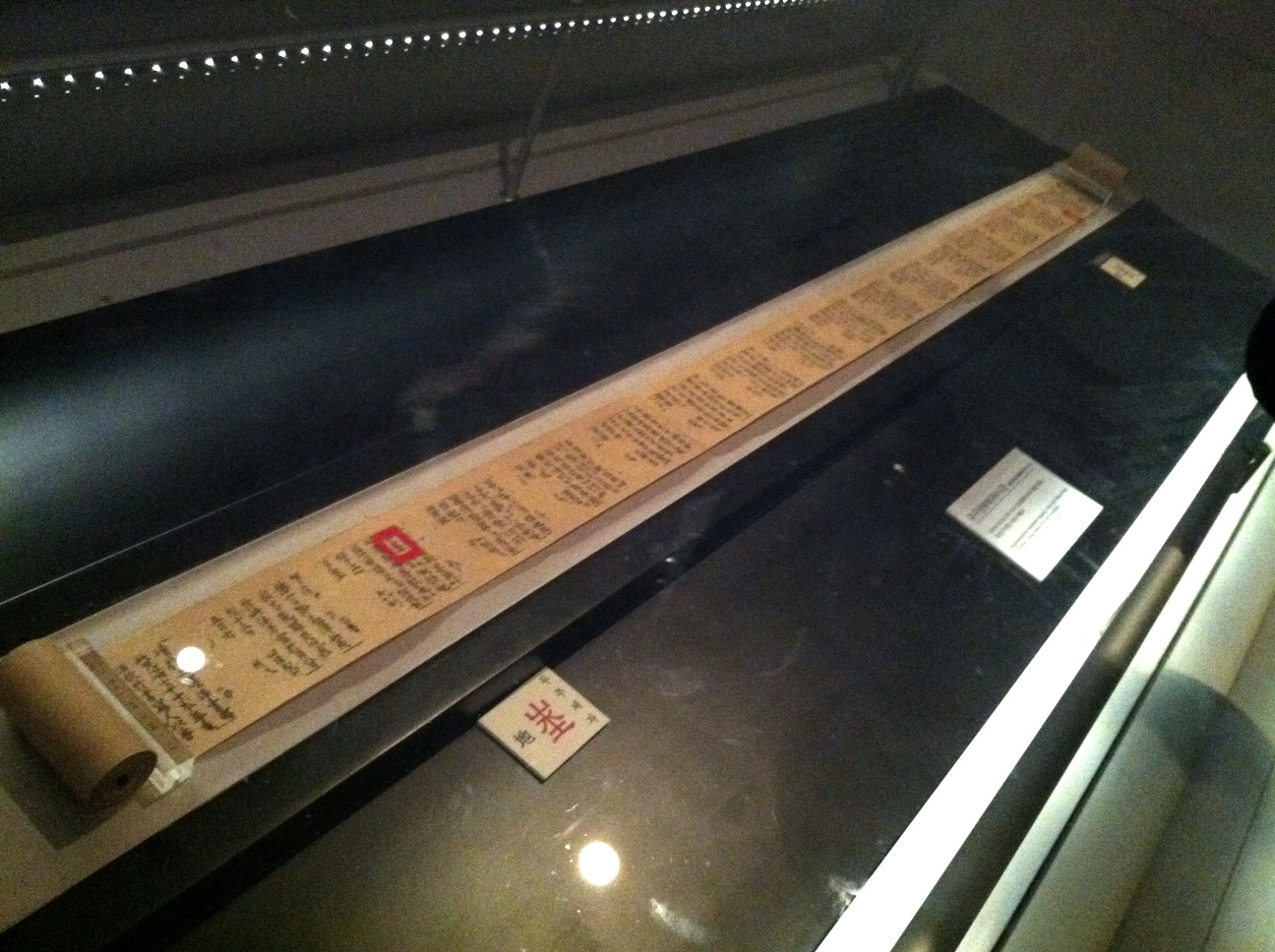
무구정광대다라니경
최근에 중국의 학자들은 세계 최고의 목판 인쇄물인 무구정광대다라니경이 중국의 것이라는 주장을 펼치고 있지만, 인쇄된 종이는 한국의 전통적인 종이인 닥종이로 중국의 종이와는 상이하다.

한민족의 인쇄술은 중국은 물론이고 세계의 어느 나라의 기술보다 앞선 것이었다. 1966년 경주 불국사 석가탑 속에서 발견된 무구정광대다라니경(無垢淨光大陀羅尼經)은 705년에 제작된 것으로 여겨지며, 현존하는 목판 인쇄물로는 세계에서 가장 오래된 것으로 평가받고 있다. 이는 신라 시대에 이미 한민족의 인쇄 기술과 문화가 상당한 수준에 도달해 있었음을 다시 한번 증명해 준다.
신라의 뛰어난 인쇄술은 고려로 계승되어 발전하였다. 현재 경상도 합천군 해인사에 보관되고 있는 팔만여 장의 목판으로 이루어진 팔만대장경은 15년의 제작과정을 거쳐 1251년에 완성한 것으로, 11세기 초부터 시작된 고려대장경 사업의 결정판이라 할 수 있다. 불심에 의해 외적으로부터 나라를 구해 내려는 간절한 종교적 염원은 현대인이 감탄할 만한 수준의 목판 인쇄 기술로 성과를 본 것이다.
고려의 인쇄술은 세계 최초의 금속 활자를 만들기에 이르렀다. 1234년에 강화도에서 인쇄한 상정고금예문은 세계 최초로 금속활자를 이용하여 인쇄한 문건이다. 이것은 구텐베르크의 금속 활자 인쇄보다 무려 200년이나 앞선 것이지만, 현전하지는 않는다. 현전하는 최고의 금속 활자 인쇄물은 1377년 청주 흥덕사에서 인쇄한 직지심체요절이다. 고려 시대의 금속 활자 등장은 한민족의 뛰어난 여러 가지 기술이 종합된 결정체라고 할 수 있다. 즉, 금속 활자 인쇄술은 고대 이후 두드러졌던 청동 가공 기술의 발달, 유성 잉크인 인쇄용 기름 먹의 제조술, 얇으면서도 질기고 하얀 전통 종이 제조 기술 등이 어우러져서 가능했던 종합적 기술이었던 것이다.

### 금속 활자가 한국사에 미친 영향
금속 활자는 목판에 비해 훨씬 대량으로 서적을 인쇄할 수 있어 책에 담긴 지식의 대중적 확산을 낳는다. 구텐베르크의 금속 활자가 세계 역사에 미친 영향이란 바로 이러한 지식의 대중화였다. 구텐베르크는 금속 활자를 만든 후 성경을 대량으로 찍어 보급했고, 이것은 결국 종교 개혁의 도화선이 되었다. 금속 활자로 인한 지식의 확산은 결국 과학혁명과 지식혁명, 시민혁명을 낳았다. 서양에서 금속 활자 인쇄술이 갖는 역사적 의미가 이러하다면 한국에서는 전혀 다른 양상으로 나타났다. 세계적인 수준의 종이 제작 기술과 인쇄 기술을 지니고 있었고, 또 급기야 금속 활자를 세계에서 가장 빠르게 사용했지만, 지식의 대중적 확산에 금속 활자가 큰 기여를 하지 못하였다. 고려 시대의 사람들은 훌륭한 인쇄술을 가지고 외세의 침략에 맞서 부처의 힘을 빌려 난국을 극복해보려고 했다. 결국, 우리의 인쇄술은 외세의 무력으로부터 나라를 구할 수는 있었지만 지식의 혁명을 낳지는 못했다고 할 수 있다.

## 청동 가공 기술

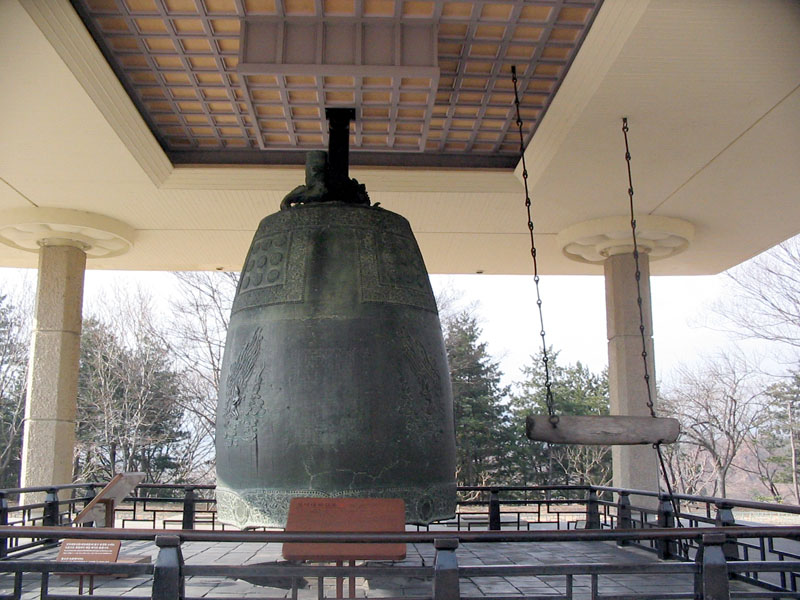
성덕대왕 신종

세계 최초로 금속 활자의 개발이 가능했던 것은 고대 이래로 우수했던 한민족의 청동 가공 기술이 있었기 때문이었다. 한국의 독특하고 뛰어난 청동 가공 기술은 청동기 시대까지 거슬러 올라간다. 현재 숭실대학교 박물관에 소장되어 있는 잔줄무늬청동거울은 기원전 4세기경에 제작된 것으로 여겨지는데, 지름 21.2cm의 원 안의 면에 약 1만 3,300개의 가는 원과 직선을 0.3mm간격으로 그려 넣어, 정교한 청동 주조 기술의 극치를 보여준다.
주조 기술과 함께 합금 기술도 주목할 만하다. 청동은 원래 구리와 주석의 합금이다. 그런데 여기에 아연을 넣으면 유동성이 좋아져 주조가 용이할 뿐만 아니라 색깔이 금빛으로 변해 아름다워진다. 중국에서는 이러한 아연-청동 합금 기술이 기원전 1세기경에 비로소 나타났는데, 고대 한국의 기술자들은 이미 기원전 7세기경에서 5세기경 사이에 이 기술을 이룩하였다.
이렇게 만들어진 청동을 현대의 학자들은 '한국청동'이라 부르는데, 한반도에서 만들어진 청동은 중국인들에 의해서 일찍이 '신라동' 또는 '고려동'으로 불리며 극상품 청동으로 인정을 받았다.
뛰어난 품질의 청동의 합금과 주족 시루는 금속 활자를 낳았을뿐만 아니라 유명한 한국의 범종을 낳기도 하였다. 성덕대왕 신종(771년 완성, 일명 에밀레 종)으로 대표되는 신라종은 신비로울 정도로 아름다운 소리로 이름이 높다. 아직도 신라종의 그윽하고 길게 뻗어나가는 소리의 정체는 밝혀지지 않고 있다. 일부에서는 종을 달 때 사용하는 용 옆에 달린 원통형의 음동이 한국의 범종에만 달려 있는 독특한 것으로, 여기서 신비로운 종소리가 만들어진다고 한다. 그러나 신라동의 뛰어난 합금 기술에서 나온 동의 우수한 재질에 의해서도 신비로운 소리는 가능했을 것으로 보인다.

## 같이 보기
- 과학사
- 조선 시대의 전통 과학 기술
- 조선 후기의 과학 기술

## 참고 문헌
- 각저총, 한국천문학회, 1995
- 각저총의 별자리, 한국과학사학회, 2000
- 고구려 벽화, 한국천문학회, 1995
- 과학사, 천재교육(교육인적자원부), 한국교원대학교 과학교육연구소, 2003